# Typový diagram dodávek
Typový diagram dodávek číselně vyjadřuje modelový průběh spotřeby elektřiny nebo zemního plynu. Používá se pro rozpočtení spotřeby, která je měřena jen jednou za delší časový úsek (např. ročně), na jednotlivé dny a hodiny – například v zimním období tak očekává vyšší spotřebu než v letním. Typicky jde o spotřebu domácností, malých průmyslových odběratelů nebo veřejného osvětlení.
Typové diagramy zpravidla zpracovává národní operátor trhu s danou komoditou (v Česku OTE) průměrováním hodinových průběhů měření spotřeby u reprezentativní skupiny odběratelů. Existuje více typových diagramů pro různé skupiny odběrných míst.